# Neckarmühlbach
Neckarmühlbach ist ein Dorf im Neckar-Odenwald-Kreis in Baden-Württemberg, das seit 1972 ein Teilort von Haßmersheim ist. Neckarmühlbach ist ein badischer Weinort und baut in der durch Trockenmauern terrassierten Steillage Hohberg direkt über dem Neckar die Sorten Trollinger und Lemberger an.

## Geographie
Neckarmühlbach liegt zwischen Heilbronn und Mosbach am Mühlbach, der keine 300 Meter nördlich des Ortes von links in den Neckar mündet.

## Geschichte

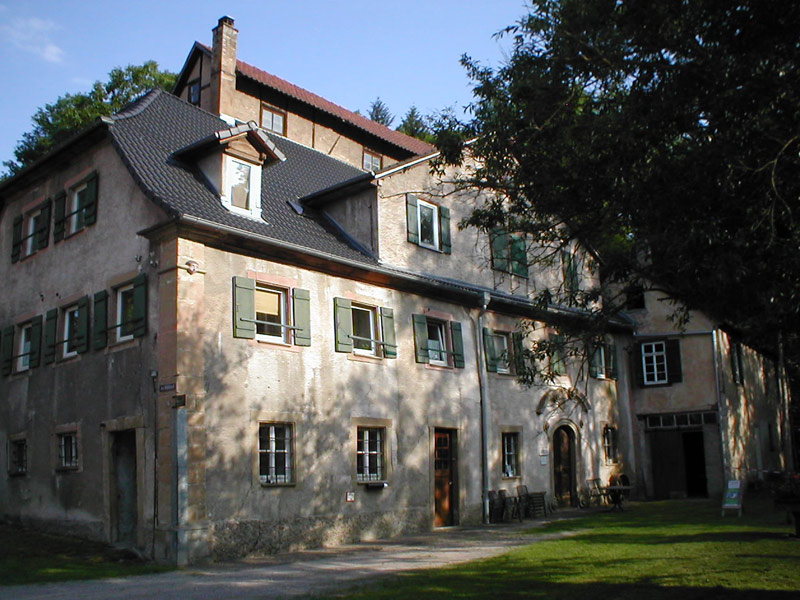
Maysacksche Mühle in Neckarmühlbach

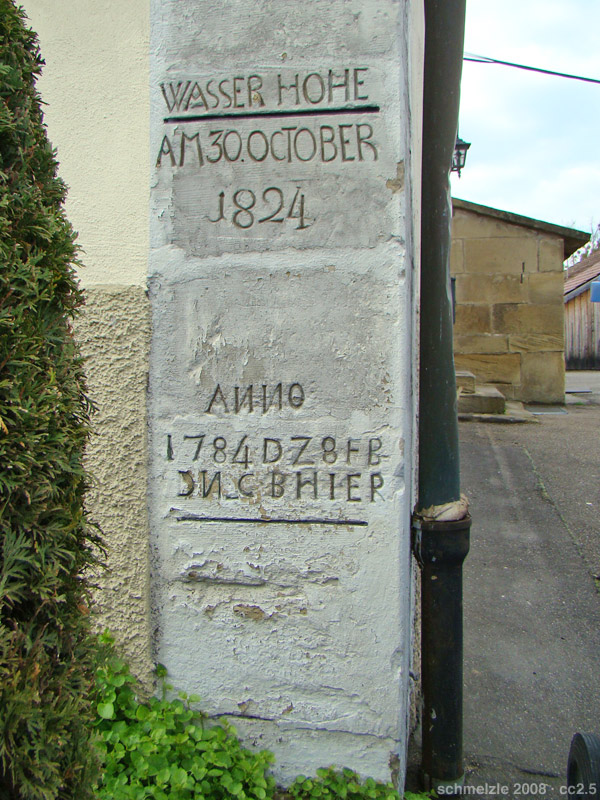
Hochwassermarken von 1784 und 1824

Erstmals erwähnt wurde der Ort im Jahr 856 als „Muhlenbach“. Der Altort ist ein Burgweiler am Hang und liegt am damaligen Zufahrtsweg hinauf zur 1232 erstmals erwähnten Burg Guttenberg. Er hieß ursprünglich wie der Bach Mühlbach, wurde jedoch später zur besseren Unterscheidung von anderen Ortschaften gleichen Namens in Neckarmühlbach umbenannt. Der gleichnamige Bach im sogenannten Fünfmühlental, das heute zu einem großen Teil zur Stadt Bad Rappenau gehört, trieb etliche Mühlen an. Ein Vorgängerbau der Maysackschen Mühle am Fuß des Burgsporns ist 1357 als Burgmühle nachgewiesen. Die Einwohnerschaft des Ortes stellten Bauern und Tagelöhner im Dienst der Herrschaft auf Burg Guttenberg. Im 13. Jahrhundert waren dies die Herren von Weinsberg, ab dem 15. Jahrhundert die Herren von Gemmingen. Der Ort wurde in der ersten Hälfte des 16. Jahrhunderts unter Dietrich von Gemmingen († 1526) reformiert.
Im Dreißigjährigen Krieg plünderten schwedische Truppen ebenso wie andere Orte im Neckartal auch Neckarmühlbach, um die Übergabe von Heidelberg zu erzwingen. Die tiefer gelegenen Anwesen des Ortes waren mehrfach von Überschwemmungen betroffen, das größte Hochwasser war 1824. Im Jahr 1854 zählte man im Ort 269 Einwohner und 25 Wohngebäude. 1879 wurde ein neues Schul- und Rathaus erbaut. Bei der Kanalisierung des unteren Neckars bis 1935 errichtete man die Staustufe Gundelsheim und damit erstmals auch eine Brückenverbindung über den Neckar nach Gundelsheim.
Am 1. Februar 1972 wurde Neckarmühlbach nach Haßmersheim eingemeindet.
1939 zählte man 210 Einwohner, Ende 1945 dann 392. Nach dem Zweiten Weltkrieg zogen über 150 Heimatvertriebene zu und es wurden  mehrere Neubaugebiete ausgewiesen. 2005 stand die Einwohnerzahl bei 532.

## Wappen
Das Wappen von Neckarmühlbach zeigt in Gold einen blauen Wellenschrägbalken. Blau-Gelb sind die Farben der einstigen Ortsherrschaft, der Herren von Gemmingen.

## Sehenswürdigkeiten

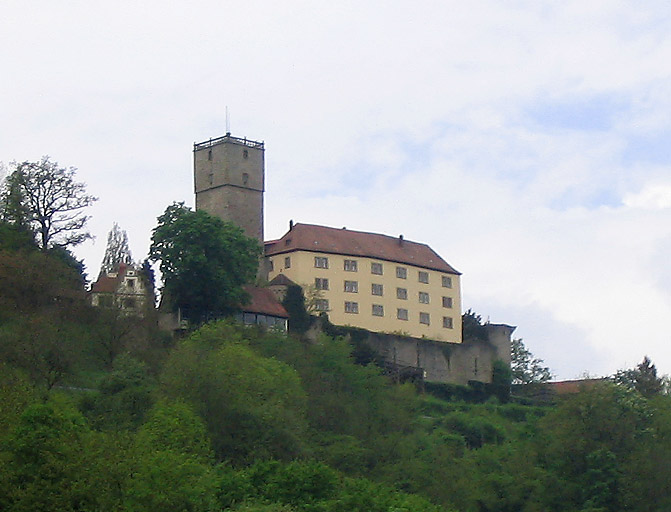
Burg Guttenberg

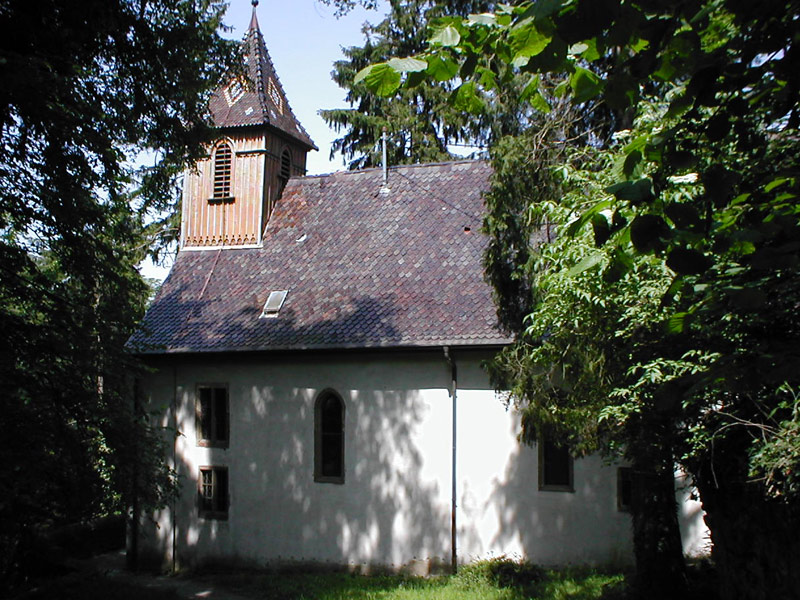
Burgkapelle

- Die Burg Guttenberg, nachgewiesen seit 1232, wird seit dem 15. Jahrhundert durchgängig von den Freiherren von Gemmingen-Guttenberg bewohnt. Die Anlage ist heute ein beliebtes Ausflugsziel, hier befinden sich eine Greifenwarte und ein Rittermuseum.
- Die Evangelische Kirche, gleichzeitig Burgkapelle der Burg Guttenberg, die Pleikard von Gemmingen um 1471 errichten ließ, steht an der Stelle der 1393 vom Mainzer Erzbischof Konrad II. von Weinsberg gestifteten Eucharius-Kapelle unterhalb der Burg. In, an und um die Kapelle befinden sich zahlreiche historische Epitaphe für Angehörige der Freiherrenfamilie von Gemmingen sowie eine Grablege dieser Familie mit Gräbern aus dem 19. und 20. Jahrhundert.
- Die Maysacksche Mühle ist schon seit dem 14. Jahrhundert als zur Burg Guttenberg gehörende Mühle belegt. Unter fünf Generationen der Familie Maysack wurde der Betrieb von 1820 bis 1980 privat fortgeführt. Die Mühle ist eine der fünf Mühlen des Fünfmühlentals.
- Bei der Mühle befindet sich der Alte Marstall von 1807, ein herrschaftliches Marstallgebäude, in dem sich heute ein Heuhotel und ein Restaurant befinden. Gegenüber befindet sich das ehemalige Gasthaus Schiff, ein Fachwerkgebäude von 1783, in dem sich heute die Verwaltung des Sägewerks befindet.
- Das Alte Rathaus wurde 1879 als Schul- und Rathaus anstelle eines Vorgängerbaus errichtet. Daneben befindet sich ein barockes Pfarrhaus mit Wappen der Herren von Gemmingen.
- Deutsches Kleinwagenmuseum: Der Sammler Anton Marth gründete es 1984 und stellte Kleinwagen aus.[4] 1985 übernahm ein anderer Oldtimerfreund die Fahrzeuge, überließ aber Marth die Leitung des Museums.[5] 1998 wurde es noch unter Vorbehalt gelistet.[6] Es ist unklar, wann es aufgelöst wurde.

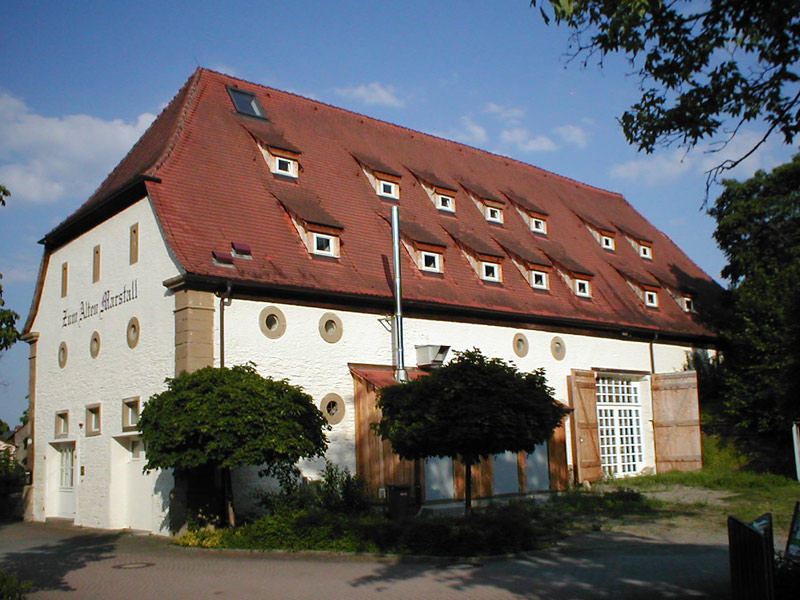
Alter Marstall
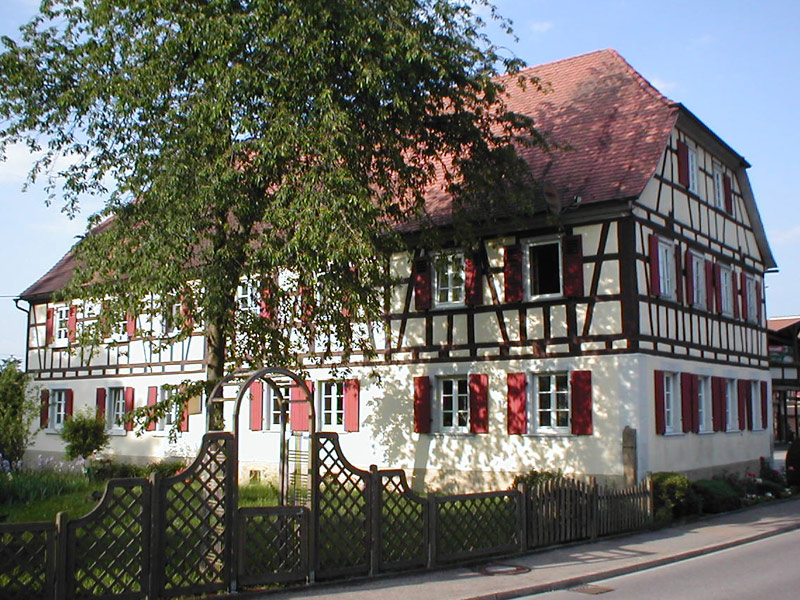
Ehem. Gasthaus Schiff
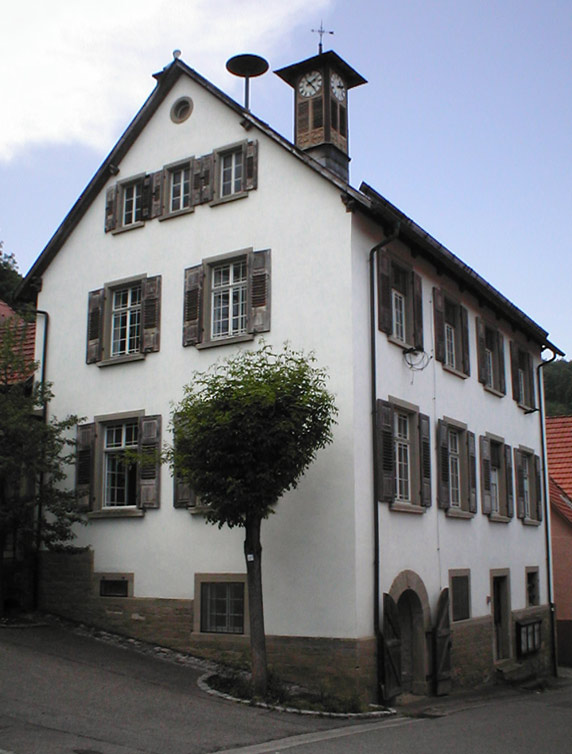
Altes Rathaus von 1879
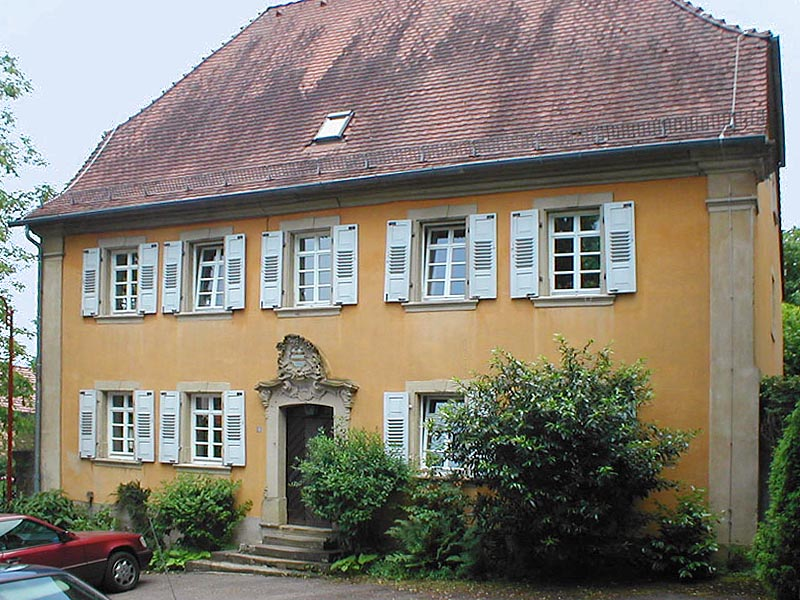
Pfarrhaus